# Drummond Professor of Political Economy
Drummond Professorship of Political Economy  är en professur som grundades av Henry Drummond. Lärostolen är knuten till All Souls College vid Oxfords universitet.  Den har innehafts av ett stort antal framstående personer, bland dem tre Nobelpristagare.

## Innehavare
- Nassau William Senior, 1825–1830 (första gången)
- Richard Whately, 1830–1831
- William Forster Lloyd, 1832–1837
- Herman Merivale, 1837–1841
- Travers Twiss, 1841–1847
- Nassau William Senior, 1847–1852 (andra gången)
- Sir George Kettilby Rickards, 1851–1857
- Charles Neate 1857–1862
- James Edwin Thorold Rogers, 1862–1867 (första gången)
- Bonamy Price, 1868–1888
- James Edwin Thorold Rogers, 1888–1890 (andra gången)
- Francis Ysidro Edgeworth, 1891–1922
- David Hutchison Macgregor, 1921–1945
- Sir Hubert Douglas Henderson, 1945–1952
- Sir John Hicks, 1952–1965
- Robin Matthews, 1965–1976
- Joseph Stiglitz, 1976–1979
- Amartya Sen, 1980–1988
- Sir John Vickers, 1991–2008 (tjänstledig 1998–2005)
- Vincent Crawford, 2009–